# Likud
Likud (en hebreo: הַלִּכּוּד‎ HaLikud; literalmente, «La Consolidación») es un partido de derecha israelí fundado en 1973 por Menájem Beguín que venció en las elecciones de 1977 y se mantuvo en el poder hasta 1992. A los miembros de este partido se les suele llamar Likudniks.

## Historia
Las raíces del Likud provienen del movimiento nacionalista Beitar, fundado por Zeev Jabotinsky, que era la principal oposición al socialista Mapai.
El Likud se formó de la unión del Free Center (partido liberal), La'am y Gahal en preparación de las elecciones de 1973. Más tarde se fusionó con el partido de derecha Herut para formar una fuerza derechista israelí. Rápidamente se convirtió y continúa siendo el partido conservador de mayor relevancia en Israel.
La primera persona elegida primer ministro del Likud fue Menájem Beguin (elegido en 1977). Un antiguo líder del grupo paramilitar Irgún, contribuyó a iniciar el proceso de las negociaciones de paz con Egipto, que fraguó los acuerdos de paz de Camp David, que originaron el tratado de paz egipcio-israelí de 1979. El segundo primer ministro electo fue Yitzhak Shamir en octubre de 1983, que primero sucedió a Begin cuando este dimitió del cargo. El tercero fue Benjamín Netanyahu, elegido en mayo de 1996. El cuarto es Ariel Sharón, elegido en octubre de 2000. Sharon fue ministro de defensa durante la Operación Paz para Galilea (1982). Todo su mandato ha estado marcado por la Intifada de los Mártires de Al-Aqsa. Sharon fue reelegido en enero de 2003 y continuó en el cargo como primer ministro hasta enero del 2006 (año en que sufrió una enfermedad que le impidió continuar en el cargo).
Sin embargo, el 21 de noviembre de 2005, Sharon abandonó el Likud debido a las presiones que estaba sufriendo por parte del ala más derechista, encabezada por Netanyahu. Los ministros y los diputados de Sharon más moderados le siguieron a su nuevo partido, Kadima.

## Postura ideológica

### Relación con los palestinos
La política dominante es la de no aproximación a la Autoridad Nacional Palestina por su apoyo al terrorismo, asentamientos en zonas estratégicas y dominio del área C de Judea y Samaria (Cisjordania).
El antiguo primer ministro Ariel Sharon reconoció la Autoridad Nacional Palestina y accedió a la evacuación de algunos asentamientos. Uzi Landau, Limor Livnat y Benjamín Netanyahu se opusieron firmemente a la creación de un estado árabe palestino en el oeste del río Jordán. La mayoría de los miembros del Likud se oponen al desmantelamiento de los asentamientos israelíes en los territorios en disputa.

### Economía
El Likud defiende la economía capitalista de libre mercado, aunque en la práctica ha gobernado como un partido socialdemócrata de estilo europeo con tendencias económicas liberales. Desde su llegada al poder a finales de los años 1970 ha hecho poco por reducir los impuestos, reducir el sector público o derogar leyes laborales restrictivas. Por otro lado ha instituido el libre mercado especialmente con la Unión Europea (UE) y Estados Unidos (EE. UU) y ha desmantelado algunos monopolios (Bezek, etc.). El que fuera ministro de Hacienda del Likud, Benjamín Netanyahu, ardiente defensor del libre mercado, argumentó que el sindicato mayoritario, Histadrut, tiene suficiente poder como para paralizar la economía israelí y que la principal causa del desempleo es la pereza y los excesivos beneficios a los desempleados.

### Cultura
El Likud promociona la cultura judía, enfatizando el nacionalismo a través del culto a la bandera y al heroísmo de los hombres que ganaron la guerra de 1948 contra siete Estados árabes. Aboga por inculcar valores y códigos de comportamiento sionistas en la educación infantil.

## Miembros destacados
- Gilad Erdan - Representante de Israel ante las Naciones Unidas

- Moshé Katsav - Presidente de Israel (2000-2007)

- Silvan Shalom - Vice primer ministro de Israel (2009-2013)(2015)

- Limor Livnat - Ministra de Comunicaciones (1996–1999), Ministra de Educación (2001–2006), Ministra de Cultura y Deportes (2009–2015)

- Uzi Landau - Ministro de Seguridad Pública (2001–2003), Ministro de la Oficina del Primer ministro (2003–2004), Ministro de Energía y Recursos Hídricos (2009–2013), Ministro de Turismo (2013–2015)

- Benjamín Netanyahu - Primer ministro de Israel (2009-actualidad)

- Reuven Rivlin - Presidente de Israel (2014-2021)

- Natán Sharanski - Político y escritor israelí de origen ucraniano

- Menájem Beguín - Primer ministro de Israel (1977-1983) y fundador del partido

- Zeev Jabotinsky - Principal ideólogo de la corriente sionista revisionista

- Isaac Shamir - Primer ministro de Israel (1983-1984) (1986-1992)

- Ezer Weizman - Presidente de Israel (1993-2000)

## Líderes
| Líder              | Fotografía | Inicio | Fin      | Otros cargos |
| ------------------ | ---------- | ------ | -------- | --- |
| Menájem Beguín     |            | 1973   | 1983     | Primer ministro de Israel (1977-1983) Ministro de Defensa (1980-1981) |
| Isaac Shamir       |            | 1983   | 1993     | Primer ministro de Israel (1983-1984, 1986-1992) Ministro de Relaciones Exteriores (1980-1986) Presidente de la Knéset (1977-1980) |
| Benjamín Netanyahu |            | 1993   | 1999     | Primer ministro de Israel (1996-1999) Ministro de Vivienda y Construcción (1996-1999) Ministro de Ciencia, Tecnología y Espacio (1996-1997) Diputado de la Knéset (1988-presente) Embajador de Israel ante las Naciones Unidas (1984-1988)                                                                        |
| Ariel Sharón       |            | 1999   | 2005     | Primer ministro de Israel (2001-2006) Ministro de Relaciones Exteriores (1998-1999) Ministro de Energía y Recursos Hídricos (1996-1999) Ministro de Vivienda y Construcción (1990-1992) Ministro de Industria, Comercio y Trabajo (1984-1990) Ministro de Defensa (1981-1983) Ministro de Agricultura (1977-1981) |
| Benjamín Netanyahu |            | 2005   | presente | Primer ministro de Israel (2009-2021, 2022-presente) Ministro de Estrategia Económica (2009-2013) Ministro de Finanzas (2003-2005) Ministro de Relaciones Exteriores (2002-2003) |

## Resultados electorales
|  | 30.21 % |

|  | 33.41 % |

|  | 37.11 % |

|  | 31.90 % |

|  | 31.07 % |

|  | 24.89 % |

|  | 25.1 % |

|  | 50.5 % |

|  | 14.14 % |

|  | 43.9 % |

|  | 62.4 % |

|  | 29.39 % |

|  | 8.99 % |

|  | 21.61 % |

|  | 23.40 % |

|  | 26.46 % |

|  | 25.10 % |

|  | 29.46 % |

|  | 24.19 % |

|  | 23.41 % |

a Alianza con Gesher y Tzomet